# Futbolista del año en Estonia

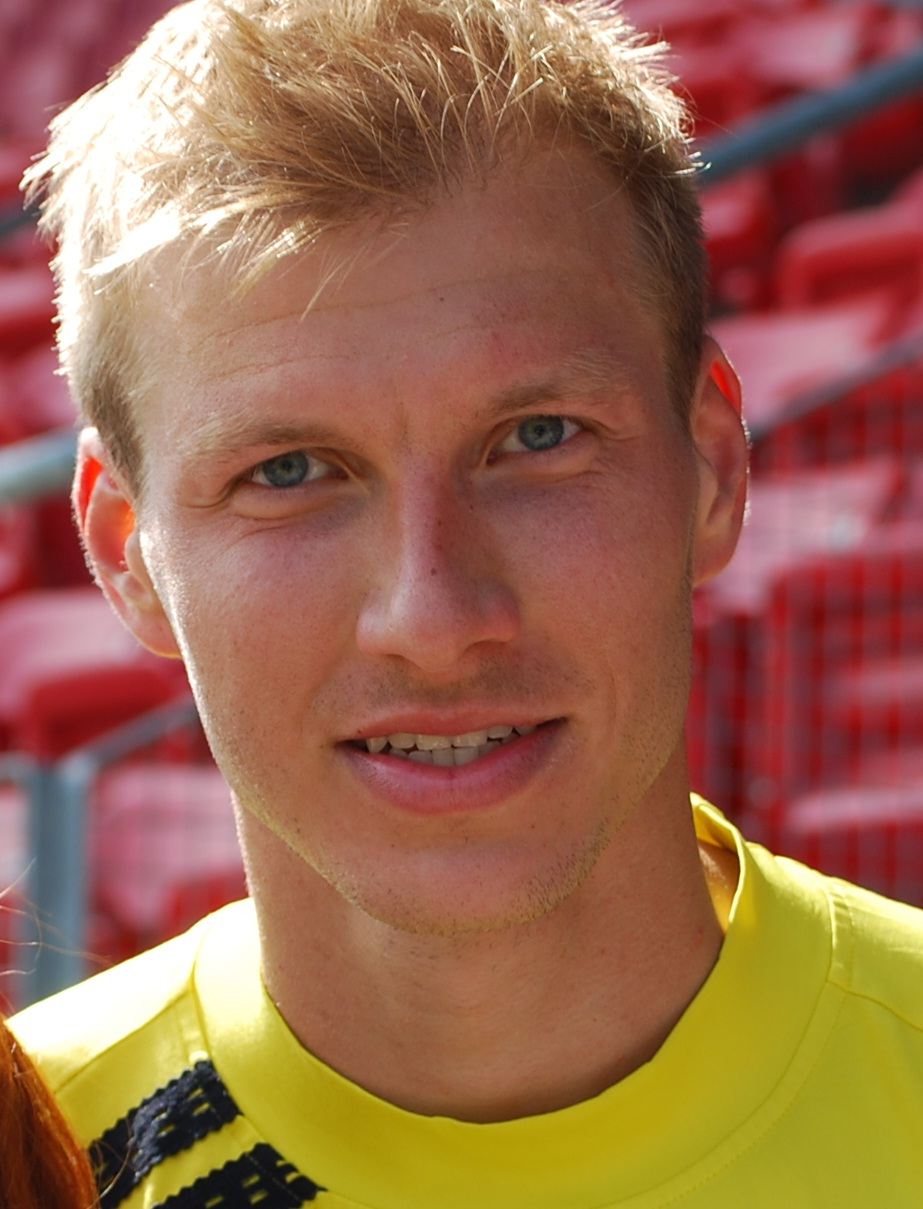
Ragnar Klavan ganador en 2012

El premio al Futbolista Estonio del año es un galardón otorgado al mejor futbolista del año que haya nacido en Estonia y que juegue en cualquier liga del mundo. Además también se otorga un premio al mejor del año en la liga estonia y al mejor joven del año.
El galardón fue instituido por la Asociación Estonia de Fútbol en 1992, tras la independencia del país. El premio se decide mediante la votación de un jurado, formado por periodistas deportivos y expertos de la federación. 

## Palmarés
| Año  | Ganador              | Club/es                       |
| ---- | -------------------- | ----------------------------- |
| 1992 | Urmas Hepner         | Kumu Kuusankoski / KTP        |
| 1993 | Mart Poom            | FC Flora / FC Wil             |
| 1994 | Mart Poom            | FC Wil / Portsmouth FC        |
| 1995 | Martin Reim          | FC Flora                      |
| 1996 | Marek Lemsalu        | 1. FSV Maguncia 05            |
| 1997 | Mart Poom            | Derby County FC               |
| 1998 | Mart Poom            | Derby County FC               |
| 1999 | Andres Oper          | FC Flora / AaB Aalborg        |
| 2000 | Mart Poom            | Derby County FC               |
| 2001 | Indrek Zelinski      | FC Flora / AaB Aalborg        |
| 2002 | Andres Oper          | AaB Aalborg                   |
| 2002 | Raio Piiroja         | FC Flora                      |
| 2003 | Mart Poom            | Sunderland AFC                |
| 2004 | Andrei Stepanov      | FC Torpedo Moscú              |
| 2005 | Andres Oper          | Roda JC                       |
| 2006 | Raio Piiroja         | Fredrikstad FK                |
| 2007 | Raio Piiroja         | Fredrikstad FK                |
| 2008 | Raio Piiroja         | Fredrikstad FK                |
| 2009 | Raio Piiroja         | Fredrikstad F.K.              |
| 2010 | Konstantin Vassiljev | NK Nafta Lendava              |
| 2011 | Konstantin Vassiljev | FC Luka Koper / FC Amkar Perm |
| 2012 | Ragnar Klavan        | AZ Alkmaar / FC Augsburg      |

## Mejor jugador de la liga de Estonia
| Año  | Ganador       | Club               |
| ---- | ------------- | ------------------ |
| 2006 | Marek Lemsalu | FC Levadia Tallinn |
| 2007 | Juha Hakola   | FC Flora Tallinn   |
| 2008 | Martin Vunk   | FC Flora Tallinn   |

### Joven del año
| Año  | Ganador        | Club               |
| ---- | -------------- | ------------------ |
| 2006 | Nikita Andreev | FC Levadia Tallinn |
| 2007 | Sergei Zenjov  | FC TVMK Tallinn    |